# Pokrywisko
Pokrywisko (976 m) – zupełnie niewybitny wierzchołek w bocznym grzbiecie na południowej stronie Pasma Radziejowej w Beskidzie Sądeckim. Grzbiet ten, opadający od Małego Rogacza (1162 m) w południowo-zachodnim kierunku poprzez Pokrywisko do Ruskiego Wierchu (935 m) oddziela dolinę Czarnej Wody od potoku Rogacz (dopływ Białej Wody). Na mapach Pokrywisko zaznaczone jest jako szczyt, w istocie jednak jest to grzbiet. Jest jednym z lepszych punktów widokowych.
Wierzchołek i zachodni, opadający do doliny Czarnej Wody stok Pokrywiska są trawiaste. To tzw. Ruskie Łąki. Dawniej były tutaj pola i pastwiska Łemków zamieszkujących nieistniejącą już wieś Czarna Woda. Jej mieszkańcy zostali po II wojnie światowej wysiedleni w ramach Akcji Wisła. Obecnie tereny te należą do miejscowości Jaworki w województwie małopolskim, w powiecie nowotarskim, w gminie miejsko-wiejskiej Szczawnica. Nieużytkowane pola zarastają, poniżej wierzchołka Pokrywiska są też zalesione.
Przez Pokrywisko prowadzi szlak turystyki pieszej i konnej.

## Szlak turystyczny
– czerwony z Jaworek przez dolinę Białej Wody, obok Bazaltowej Skałki, przez Ruski Wierch na Przełęcz Gromadzką. 2:40 h, ↓ 2:30 h.